# نوازالله جهانشاهی
نوازالله، فرزند فتح‌الله، از فرهیختگان و چهره‌های شناخته‌شده محله ابیوردی شیراز بود. وی از افسران برجسته ارتش شاهنشاهی به‌شمار می‌رفت و سالیان متمادی مسئولیت ریاست حوزه‌های نظام وظیفه را در شهرستان‌های گوناگون استان فارس بر عهده داشت. انضباط، توان مدیریتی و روحیه خدمت‌گزاری، از ویژگی‌های بارز او در دوران خدمت نظامی‌اش بود.
پس از آن، در عرصه امور شهری نیز حضوری فعال داشت و طی چند دوره عضویت در انجمن شهر شیراز، نقش مهمی در پیگیری طرح‌های عمرانی و ارتقاء زیرساخت‌های محله ابیوردی ایفا نمود.
در دوره بیست‌وچهارم قانون‌گذاری، با اعتماد مردم شیراز به‌عنوان نماینده آنان راهی مجلس شورای ملی شد و در طول این دوره، همواره دغدغه توسعه و پیشرفت زادگاهش را در سر داشت.
پس از پایان دوره نمایندگی، به شیراز بازگشت و تا پایان عمر در کنار مردم خویش ماند. سرانجام در سال ۱۳۷۹ چشم از جهان فروبست و در قطعه ابیوردی دارالرحمه شیراز به خاک سپرده شد. یاد و نامش در حافظه تاریخی محله، همچنان پابرجاست.